# ニュースの女王決定戦
『ニュースの女王決定戦』（ニュースのじょおうけっていせん）は、日本テレビで春の改編期に放送されていた特別番組。NNN30局の女子アナがスタジオに集結し、持ち寄ったNG集やおもしろ動物などのVTRなどからニュースの女王を決定する番組である。

## 概要
- 1994年、『全国美人アナ対決!NNNローカルニュース大賞』と言うタイトルでスタート。
- 1996年から『全国美人キャスター対決輝け!全日本ニュース大賞!NG名珍場面&衝撃の瞬間!』と変更。
- さらに2001年からは『ニュースの女王決定戦』というタイトルになった。
- 2010年は『ミヤネVS美男美女アナ NGハプニング感謝祭』として放送され、男性アナも出演した。
- 例年春の番組改編期に放送されるが、2001年12月27日には『全国女子アナ忘年会-』と題し、2時間半の特別版が放送された。
- 2008年・2009年・2011年以降は放送されておらず、のちに2017年より、この番組の発展形ともいえる『全国好きな嫌いなアナウンサー大賞』が放送されている。
- 2025年は『千鳥かまいたちゴールデンアワー』にて同様の企画が放送された。

## 放送内容
- 爆笑NG集（『NTVハプニング大賞』のNNN系列アナウンサー版）
- おもしろ動物集
- 衝撃の瞬間
- オレは男だ!!アナウンサー列伝
- 汗と涙の女子アナ奮闘記
- 殿堂入りNG集
  - 内容の一部には同じく2010年まで毎年年末に放送されていた「ズームイン!!SUPER」投稿ビデオ特番の中で紹介されたものが含まれている。

## 出演者

### 司会
- 宮根誠司（2010年）
- 遠藤章造（ココリコ、2010年）
- 丸岡いずみ（当時：日本テレビ報道記者兼キャスター、2010年）

### 過去の司会者
- 愛川欽也（1994年）
- 古舘伊知郎（1995年）
- 徳光和夫（1996年～2000年）
- 研ナオコ（1997年～2003年、2002年・2004年～2006年は審査員）
- ヒロミ（2000年～2001年、2002年は審査員）
- 国分太一（TOKIO、2002年～2007年）
- 松本志のぶ（当時：日本テレビアナウンサー、2002年）
- 西尾由佳理（当時：日本テレビアナウンサー、2004年～2007年）

### 出演したNNN系列アナウンサー
（表示は2010年/2007年/2006年/2005年/2002年の順）
- 札幌テレビ:福永俊介／熊谷明美／内山佳子／高山幸代／日下部愛・中島静佳
- 青森放送:桒子英里／田村啓美／筋野裕子／田村啓美／落合こず枝
- テレビ岩手:川部絢子／小林ゆり子／小林ゆり子／小林ゆり子／石川志保
- ミヤギテレビ:武田玲子／浜本徳子／深井ゆきえ／盛朋子／荒木真理子
- 秋田放送:酒井茉耶／伊藤綾子（二宮綾子）／伊藤綾子（二宮綾子）／伊藤綾子（二宮綾子）／小林美紀
- 山形放送:小川香織／相磯舞／小川香織／小川香織／福岡直美
- 福島中央テレビ:大橋聡子／中山由佳・田部井華子／中山由佳／中山由佳／中山由佳
- 日本テレビ:佐藤良子／阿部哲子／宮崎宣子／鈴江奈々／馬場典子・西尾由佳理
- 山梨放送:中込真理子／石河茉美／鈴木智草／鈴木智草／鈴木智草
- テレビ新潟:諸橋碧／田巻佑規子／田巻佑規子／武岡智子／武岡智子・岡本奈穂子
- テレビ信州:稲葉陽子／松井美幸／稲葉陽子／浅葉彩／浅葉彩
- 静岡第一テレビ:鈴木智子／那須洋子／那須洋子／徳増ないる／竹内朱実
- 北日本放送:松平寛未／山村美樹／栂安亜紀／横島繭子／横島繭子
- テレビ金沢:細木美知代・田中憲行／竹村優香／細木美知代／田島葉子／平見夕紀
- 福井放送:廣瀬隼也／鶴渕さやか／中嶋智子／遠藤真奈見／井上ますみ
- 中京テレビ:我妻絵美／我妻絵美／政次夏希／安部まみこ・政次夏希／本多小百合
- 読売テレビ:森若佐紀子・川田裕美／川田裕美／小林杏奈／横須賀ゆきの／森若佐紀子
- 日本海テレビ:高井和代／杉田恵理／山口有貴／高井和代／清水美智子
- 広島テレビ:西名みずほ／西名みずほ／西名みずほ／西名みずほ／井ノ口あさ子
- 山口放送:脇田美代／脇田美代／脇田美代／河野康子／村瀬ひとみ
- 四国放送:物部純子／大八木文香／中山千桂子／中山千桂子／金山明子
- 西日本放送:磯部恵美／植村智子／榎本麗美／宮宇地美穂・植村智子／宮宇地美穂
- 南海放送:丹下真奈／小原佳代子／中塚眞喜子／小原佳代子／永江孝子
- 高知放送:永見佳織／長谷川恵子／高塚奈央子／高塚奈央子／尾崎美樹
- 福岡放送:仲谷亜希子／奥田美香子／若林麻衣子・松吉ゆかり／舘恭子／小門容子
- 長崎国際テレビ:外村倫子／千北英倫子／千北英倫子／外村倫子／外村倫子
- 熊本県民テレビ:上野聡行／徳住有香／村上美香／吉永真樹／大平みな
- テレビ大分:岡村誠之／野島亜樹／野間洋子／財前真由美
- テレビ宮崎:出演なし／赤間瞳／横山美和／横山美和／鶴衛真理
- 鹿児島読売テレビ:前畑静香／高橋友希／徳住有香／徳住有香／外園妙子・黒木美紀

なお、福井放送はANN、テレビ大分はFNN、テレビ宮崎はFNN・ANNとのクロスネット局である。

### そのほかの出演者
- 福岡放送:こかどひろこ（2005年。殿堂入り女子アナ）

### オレは男だ!!アナウンサー列伝出演者
- 札幌テレビ:福永俊介-北のあわてんぼう-
- 中京テレビ:佐藤啓-佐藤アナの運命の日-
- テレビ宮崎:高橋巨典-体を張る副部長-

## 衝撃スクープの裏側
（2004年）
- 札幌テレビ:見張祐介（当時警察担当記者）
- 中京テレビ:政次夏希　中日劇場殺人事件　2004年10月9日発生

## ナレーター
- 槇大輔
- 林田尚親
- 垂木勉
- 大森章督
- 杉本るみ
- 冨永み～な
- 赤平大（2010年）
- 魚住りえ（2010年）

## 各賞
ベストVTR賞
- 2010年 青森放送・テレビの撮影で使われる「露出計」を幼稚園児たちの前で「露出狂」と言い間違えた田村啓美アナ

ニュースの女王
- 2007年 秋田放送・酔っぱらった!?なまはげ
- 2006年 北日本放送
- 2005年 テレビ岩手
- 2002年 長崎国際テレビ・ミニ鳥居をくぐれない お母さん

ベストキャスター賞
- 2007年 四国放送:大八木文香
- 2006年 青森放送:筋野裕子
- 2005年 テレビ金沢:田島葉子
- 2002年 福岡放送:小門容子